# انزلاق (ديناميكا هوائية)

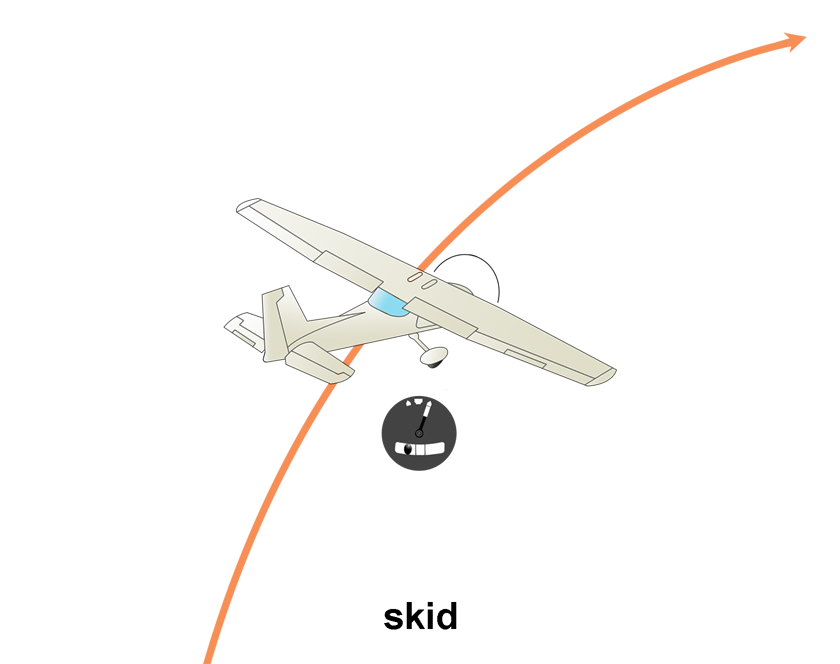
انزلاق الطائرة في المنعطف الأيمن

الانزلاق في التحليق المستقيم، يقوم ذيل الطائرة بمحاذاة جسم الطائرة مع الريح النسبية. ومع ذلك، في بداية المنعطف، عندما يتم استخدام الجنيحات من أجل تحريك الطائرة، تسبب الجنيحات أيضًا انحرافًا عكسيًا للطائرة. على سبيل المثال، إذا كانت الطائرة تتدحرج في اتجاه عقارب الساعة (من وجهة نظر الطيار)، فإن الطائرة تنحرف إلى اليسار. إنه يفترض موقفًا يشبه السلطعون بالنسبة إلى الريح. هذا يسمى زلة. يتدفق الهواء بالعرض على جسم الطائرة. من أجل تصحيح هذا الانزلاق المعاكس، يجب على الطيار تطبيق الدفة (الدفة اليمنى في هذا المثال). إذا قام الطيار بتطبيق دفة أكثر من اللازم، فسوف تنزلق الطائرة إلى الجانب الآخر. وهذا ما يسمى الانزلاق.

## انهيار
يكون الانزلاق أكثر خطورة من الانزلاق الجانبي إذا كانت الطائرة قريبة من الانهيار. في الانزلاق، الجناح المرتفع — الجناح الأيسر إذا كانت الطائرة تدور إلى اليمين — سيتوقف قبل الجناح المنخفض، وستقلل الطائرة من زاوية الانحدار، مما يمنع المماطلة. في الانزلا، سيتوقف الجناح المنخفض قبل الجناح المرتفع، وستقوم الطائرة بإحكام الدوران، ويمكن أن تتطور المماطلة إلى دوران.
على الارتفاعات العالية، هناك مساحة كبيرة للاسترداد واستعادة الوضع الصحيح. ولكن أثناء الاقتراب النهائي، وعندما تكون الطائرة قريبة من الأرض، غالبًا ما يكون حادث الدوران مميتًا. السبب الشائع لهذا الحادث هو الدخول في منعطف انزلاقي في نمط حركة مرور المطار عند الانعطاف من الساق الأساسية إلى الاقتراب النهائي، دون وعي باستخدام الدفة المفرطة في محاولة لتشديد الانعطاف وتجنب تجاوز الخط المركزي للمدرج.

## انزلاق متعمد

يشير مؤشر منسق الدوران (TC) إلى أنواع مختلفة من المنعطفات

تستخدم الزلاقات المتعمدة في الأكروبات الجوية والقتال الجوي. يمكن استخدام الانزلاقات المتعمدة التي يتم إجراؤها باستخدام قوي للفة والدفة المعاكسة (أسفل الجناح الأيمن وخطوة على الدفة اليسرى) كمكابح غطس. من خلال موازنة دوران لفة إلى اليمين مع انحراف الدفة إلى اليسار، تستمر الطائرة في التحليق للأمام بشكل مستقيم ولكنها تعرض جانبها بدلاً من مقدمتها إلى تيار الهواء. يؤدي السحب من هذا الوضع الأخرق «المتسخ» من الناحية الديناميكية الهوائية إلى إبطاء الطائرة الأنيقة. من خلال تعديل كمية الانزلاق بالدفة والجنيح، يمكن للطيار تعديل الكبح. وبالتالي يمكن إبطاء الطائرة بسرعة في مستوى الطيران أو يمكن زيادة الانحدار إلى الهبوط بشكل كبير مع الحفاظ على سرعة الاقتراب إلى القيمة المرغوبة.